# George Mavrikos
George Mavrikos es un sindicalista y político griego, actual secretario general de la Federación Sindical Mundial y diputado en el Consejo de los Helenos por el Partido Comunista de Grecia (KKE) desde 2007.

## Biografía
George Mavrikos viene de la isla de Esciros, una pequeña isla con dos mil habitantes en el mar Egeo del Norte.
Sus padres eran campesinos. Vivió en Esciros hasta sus 15 años (1950-1965) y luego se trasladó en Atenas.
Se involucró en el movimiento radical desde sus años escolares.
Durante los 7 años de la dictadura en Grecia (1967-1974) fue despedido dos veces de su trabajo en las fábricas textiles por causa de su acción sindical y política.
Participó en el levantamiento estudiantil del noviembre de 1973 en la Escuela Politécnica contra la dictadura, durante la cual 27 militantes fueron asesinados a tiros del ejército y de la policía. Después, fue detenido por policías.
Trabajó por 14 años en una gran fábrica de maquinaria agrícola donde fue elegido presidente del sindicato de los trabajadores.
En el año 1982 fue elegido Secretario Organizacional del Centro Laboral de Atenas (EKA).
Desde 1985 hasta 1986 estudió en la Facultad de Ciencias Políticas y Sociales en Moscú.
Fue miembro del Fondo Social Europeo en la Unión Europea, representando la Confederación General de Trabajadores Griegos (GSEE).
Desde 1993 hasta 1998 fue elegido Secretario General de la Confederación General de Trabajadores Griegos (GSEE). Fue también Presidente del Instituto de Historia del Movimiento Sindical griego,  (ARISTOS), por 10 años.
Durante el período 1999-2007 dirigía el PAME (Frente Militante de Todos los Trabajadores). Debido a su acción sindical y política, muchas veces ha sido llevado ante los tribunales patronales y gubernamentales.
George Mavrikos empezó su trayectoria sindical dentro del movimiento sindical griego, desde las bases, desde las fábricas; hizo lo mismo dentro del movimiento sindical internacional.
Su primer contacto con la FSM fue en 1976 en Sofía, Bulgaria, durante una reunión del Sector de Productos Agrícolas y en 1983 asistió a un seminario de la FSM en Budapest, Hungría.
Durante 1985-1986 participó en varias reuniones de la FSM en Moscú, URSS.
En el año 1994 participó en el 13.º Congreso Sindical Mundial en Damasco, Siria, que fue un Congreso crucial para el rumbo de la FSM y para el movimiento sindical militante internacional en su totalidad.
En el año 2000, durante el 14.º Congreso Sindical Mundial en Nueva Delhi, India, fue elegido Vicepresidente de la FSM y Secretario de la Oficina Regional Europea de la FSM.
En el 15.º Congreso de la FSM en La Habana, Cuba, fue elegido Secretario General.
Desde 2007 hasta 2013 era elegido Miembro del Parlamento Helénico con el Partido Comunista de Grecia.
En el 16.º Congreso de la FSM en Atenas, Grecia, George Mavrikos fue reelegido Secretario General de la FSM y en el 17.º Congreso Sindical Mundial en Durban, Sudáfrica, fue reelegido Secretario General de la FSM.